# إرنست ماي
إرنست ماي (بالإنجليزية: Ernest May)‏ هو مؤرخ أمريكي، ولد في 19 نوفمبر 1928 في فورت وورث في الولايات المتحدة، وتوفي في 1 يونيو 2009 في بوسطن في الولايات المتحدة بسبب سرطان.